# Phorbia acrophallosa
Phorbia acrophallosa är en tvåvingeart som beskrevs av Ackland 1993. Phorbia acrophallosa ingår i släktet Phorbia och familjen blomsterflugor. Inga underarter finns listade i Catalogue of Life.